# Henaralmhütte
Die Henaralmhütte ist eine unbewirtschaftete Schutzhütte der Ortsgruppe Bad Aussee der Naturfreunde Österreichs. Die Selbstversorgerhütte liegt im Zentrum des Toten Gebirges, nahe der Landesgrenze zwischen der Steiermark und Oberösterreich. Etwa 10 Gehminuten nördlich befindet sich das Albert-Appel-Haus, eine große bewirtschaftete Hütte des Österreichischen Touristenvereins.

## Lage
Die Henaralmhütte befindet sich auf 1596 m ü. A. Höhe auf der Henaralm. Sie liegt am Wanderweg 235 von Grundlsee zum Albert-Appel-Haus und knapp am Schnittpunkt vieler Wanderwege durch das Tote Gebirge (201, 232, E4 Via Alpina). Das Hochtal im Henarwald am Rande der großen Karst-Hochfläche des Gebirges umfasst neben der Henaralm noch vier weitere Almen: Brunnwiesenalm, Breitwiesenalm, Augstwiesalm, Wildenseealm. Eine markante Formation in der Nähe ist der Redende Stein (1900 m).
Eigentümer und Betreiber ist die Ortsgruppe Bad Aussee der Naturfreunde Österreichs.

## Zustiege
- von Grundlsee (732 m) in vier Stunden
- von Altaussee (719 m) in vier Stunden
- vom Parkplatz Loserstraße/Altaussee (1600 m) in vier Stunden
- vom Offensee (655 m) in vier Stunden
- vom Almsee (589 m) in sechs Stunden

## Tourenmöglichkeiten
Übergänge zu Nachbarhütten
- Albert-Appel-Haus (1638 m) in 10 Minuten
- Wildenseehütte (1525 m) in 30 Minuten
- Rinnerhütte (1474 m) in 1½ Stunden
- Pühringerhütte (1637 m) in vier Stunden
- Loserhütte (1498 m) in vier Stunden
- Ebenseer Hochkogelhaus (1558 m) in sechs Stunden
- Ischler Hütte (1368 m) in acht Stunden

Gipfelbesteigungen
- Redender Stein (1900 m) in einer Stunde
- Woising (2064 m) in zwei Stunden
- Backenstein (1772 m) in zwei Stunden
- Rinnerkogel (2012 m) in 2½ Stunden

Sonstige Ziele
- Henarsee (1691 m) in 30 Minuten
- Katzenmoos (1662 m) in 20 Minuten